# Ocotlán (Jalisco)
Pour les articles homonymes, voir Ocotlán.
Ocotlán est une ville et une municipalité de l’État de Jalisco au Mexique.